# Ligusticopsis daucoides
Ligusticopsis daucoides är en växtart i släktet Ligusticopsis och familjen flockblommiga växter.
Arten är en perenn ört som förekommer från södra Tibet till Sichuan, Yunnan och Hubei i Kina. Den beskrevs först som Trachydium daucoides av Adrien René Franchet, och fick sitt nu gällande namn av Tatiana Lavrova, Michail Pimenov och Jevgenij Kljujkov 2004.